# 강릉시 (1958년 선거구)
강릉시는 대한민국의 옛 국회의원 선거구이다. 당시 강원도 강릉시 지역을 관할했다.

## 역사
1955년 9월, 강릉군 강릉읍, 성덕면, 경포면이 강릉시로 승격되었다. 이에 제4대 국회의원 선거를 앞두고 강릉시 전 지역을 관할하는 선거구로 신설되었다.
제6대 국회의원 선거를 앞두고 명주군 선거구와 통합되면서 강릉시·명주군 선거구를 이루게 되면서 폐지되었다.

## 역대 국회의원
| 선거   | 정당 | 정당   | 의원   |
| ------ | ---- | ------ | ------ |
| 1958년 |      | 자유당 | 최용근 |
| 1960년 |      | 민주당 | 김명윤 |

## 역대 선거 결과

### 대한민국 제4대 국회의원 선거
|  | 36.46% |

|  | 25.49% |

|  | 21.67% |

|  | 16.36% |

### 대한민국 제5대 국회의원 선거
|  | 31.03% |

|  | 29.71% |

|  | 22.90% |

|  | 16.34% |